# Brissac-Quincé
Brissac-Quincé is een voormalige gemeente in het Franse departement Maine-et-Loire in de regio Pays de la Loire en telt 2296 inwoners (1999). De plaats maakt deel uit van het arrondissement Angers.

## Geschiedenis
De gemeente Brissac werd op 1 juni 1964 uitgebreid met de daarvoor zelfstandige gemeente Quincé, waarbij de naam van de gemeente werd aangepast naar Brissac-Quincé. De gemeente maakte deel uit van kanton Thouarcé tot dit op 22 maart 2015 werd opgeheven. Brissac-Quincé werd opgenomen in op die dag gevormde kanton Les Ponts-de-Cé. Op 15 december 2016 werd de gemeente opgeheven en werd Brissac-Quincé de hoofdplaats van de op die dag gevormde commune nouvelle Brissac Loire Aubance.

## Geografie
De oppervlakte van Brissac-Quincé bedraagt 9,8 km², de bevolkingsdichtheid is 234,3 inwoners per km².
De onderstaande kaart toont de ligging van Brissac-Quincé met de belangrijkste infrastructuur en aangrenzende gemeenten.

## Demografie
Onderstaande figuur toont het verloop van het inwonertal.